# Gabriel Hackl
Gabriel (von) Hackl (n. 24 martie 1843, Maribor, Slovenia – d. 5 iunie 1926, München, Republica de la Weimar) a fost un pictor german istoricist.

## Biografie
Gabriel Hackl s-a născut în Marburg an der Drau, Stiria Inferioară (în prezent Maribor, Slovenia), în familia unui medic chirurg. Studiile primare le-a făcut în orașul natal, după care la dorința tatălui său a urmat studii de arheologie, anatomie și desen la Universitatea din Viena. Începând cu anul 1865 se mută cu familia la München și urmează cursurile Academiei de Arte frumoase din Müchen avându-i ca profesori pe Alexander Wagner și Carl Theodor von Pilony. Devine profesor și conferențiar al Academiei de Arte din Munchen începând cu anul 1878 până în 1919 și se căsătorește cu Sophie Schmid. A avut colegi pe Franz von Stuck și Wilhelm von Diez. Deși creația lui Gabriel Hackl nu a avut un succes remarcabil de-a lungul timpului, lucrările sale apărând doar ocazional prin sălile de licitații, Hackl a format mulți artiști care au devenit notabili. Hackl a fost membru al Luitpold-Gruppe fondată în anul 1892 ca o subdiviziune a München Künstlergenossenschaft (prescurtat MKG - cea mai veche asociație a artiștilor independenți din Bavaria, fondată în anul 1856) condusă de Hugo Bürgel și din care făceau parte Walter Firle, Fritz Baer, Karl Marr, Johann Sperl și Wilhelm Leibl.

## Elevi notabili
- 1880: Pius Ferdinand Messerschmitt
- 1884: Albin Egger-Lienz
- 1885: Max Slevogt
- 1887: Richard Riemerschmid
- 1888: Leo Putz
- 1889: Wilhelm Thöny
- 1890: Franz Marc
- 1891: Hans von Hayek
- 1897: Hans Purrmann
- 1905: Otto Obermeier
- 1914: Henry Ives Cobb, Jr

## Lucrări în colecții publice
- Muzeul Georg Schäfer, Schweinfurt
- Muzeul de Istorie a Artei, Viena
- Pinacoteca Nouă din München
- Steiermärkisches Landesmuseum Joanneum, Graz

## Galerie imagini

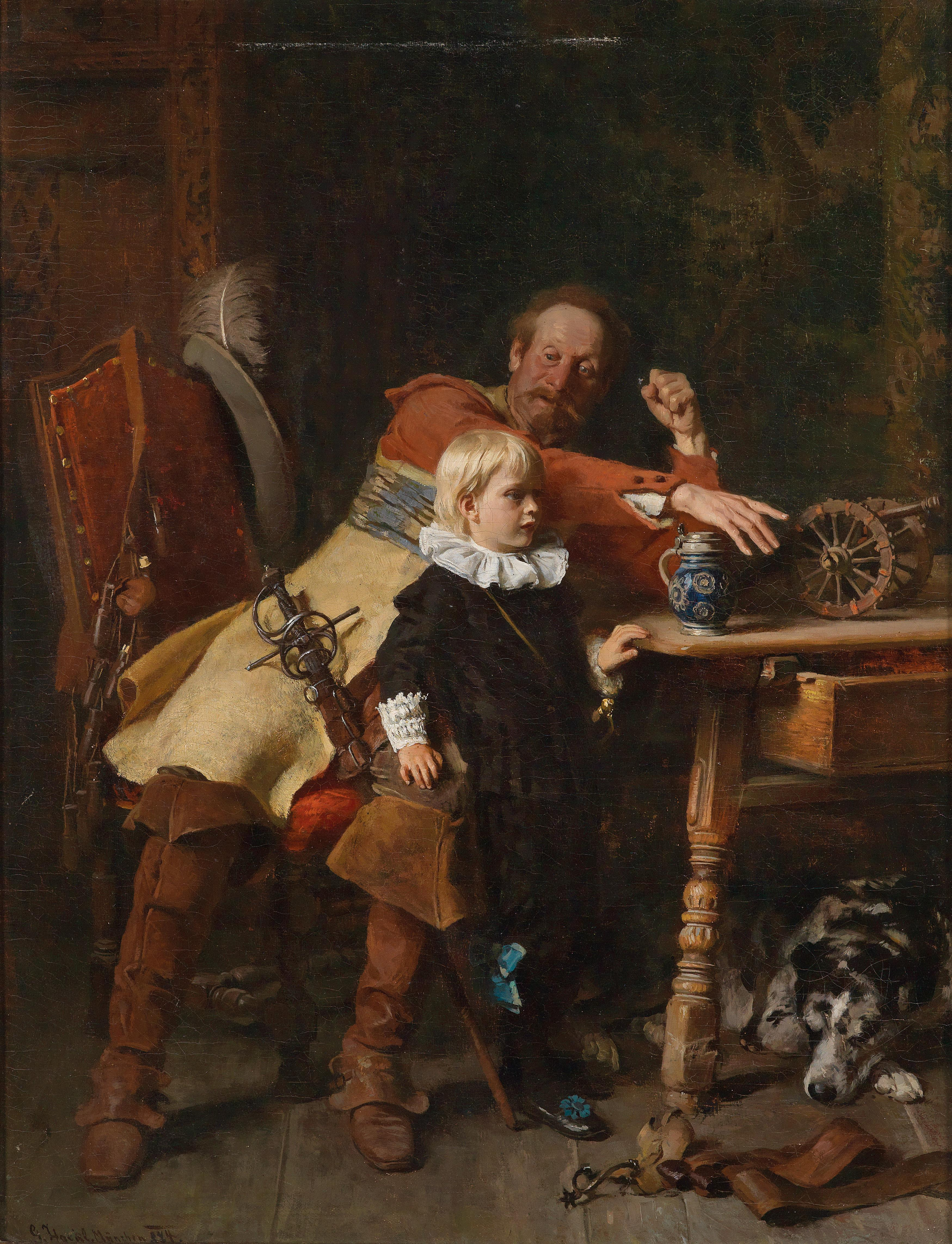
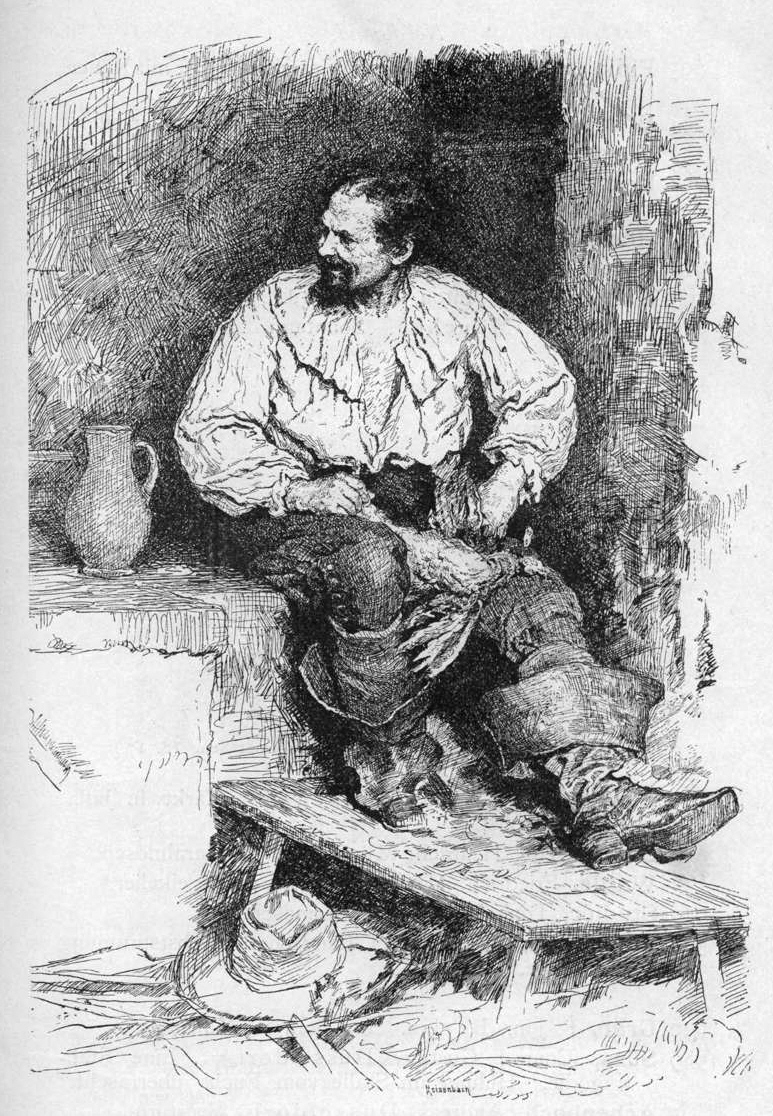
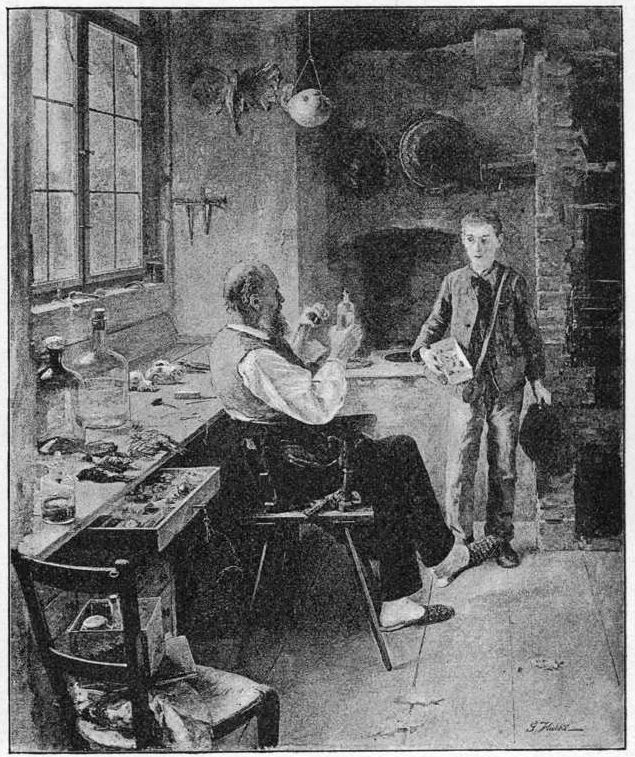
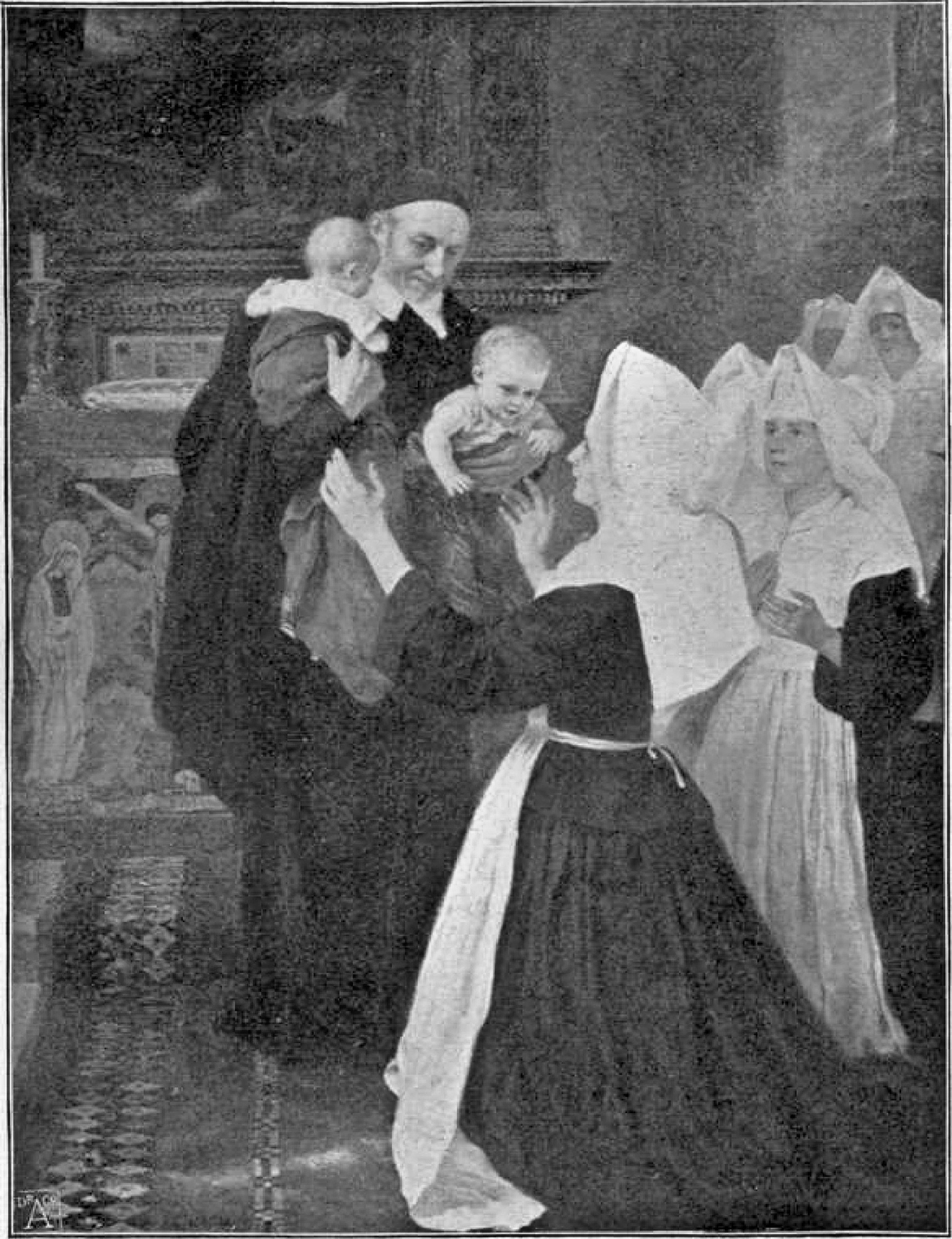
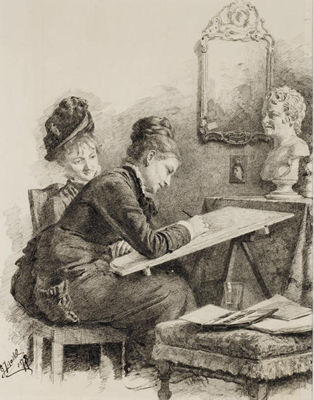
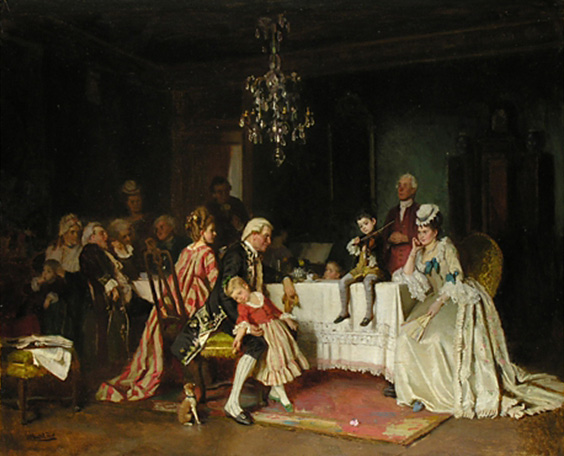

## Expoziții
- 1891 Expoziție anuală a Asociației de Visual Artists Viena și Societatea de prieteni Young Art, Baden-Baden
- 2006 Natura omului. Pictura de gen din secolul al XIX-lea și începutul secolului al XX-lea, Neue Galerie am Landesmuseum Joanneum, Graz